# Kóródy Keresztély Imre
Koródy Keresztély Imre (Gyulafehérvár, 1905. szeptember 12. – Budapest, 1969. január 21.) magyar sakkozó, sakkolimpikon, nemhivatalos sakkolimpián aranyérmes.
A főváros szolgálatában állt, mint pénzügyi tisztviselő. A sakkozást nem tekintette élethivatásának, csak kedvtelésből űzte.

## Élete és sakkpályafutása
18 éves korában a Budai Sakkozó Társaság tagja volt. Kevés egyéni versenyen szerepelt, főleg villámjátszmáiról volt nevezetes. A Nemzeti Mesterversenyen Maróczy Géza mögött helyezett lett és megszerezte a mesteri címet (1932).
A müncheni nemhivatalos sakkolimpián 70%-os eredménnyel tagja volt a győztes magyar válogatottnak (1936). Sakkolimpiai győzelmének emlékét a világon egyedülálló emlékmű őrzi Pakson.
1945 után a közalkalmazottak szakszervezete, majd a Budapesti Városi Tanács Sport Köre (VTSK) csapatának éljátékosa volt. Egyéni versenyen már csak alkalmilag szerepelt, viszont mint sakkoktató sok fiatalt indított el a pályáján.

### Játékereje
A Chessmetrics historikus pontszámításai szerint a legmagasabb Élő-pontszáma 2524 volt 1933. márciusban, amellyel akkor 50. volt a világranglistán. Legelőkelőbb helyezése a világranglistán a 49. volt, amelyet 1931. januárban és februárban ért el. A legmagasabb egyénileg teljesített teljesítményértéke 2563 volt, amelyet 1932-ben a Budapesten rendezett nemzetközi versenyen ért el.

## Díjai, elismerései
- A Magyar Népköztársaság Érdemes Sportolója (1954)[8]